# Temperatuurafhankelijke geslachtsbepaling

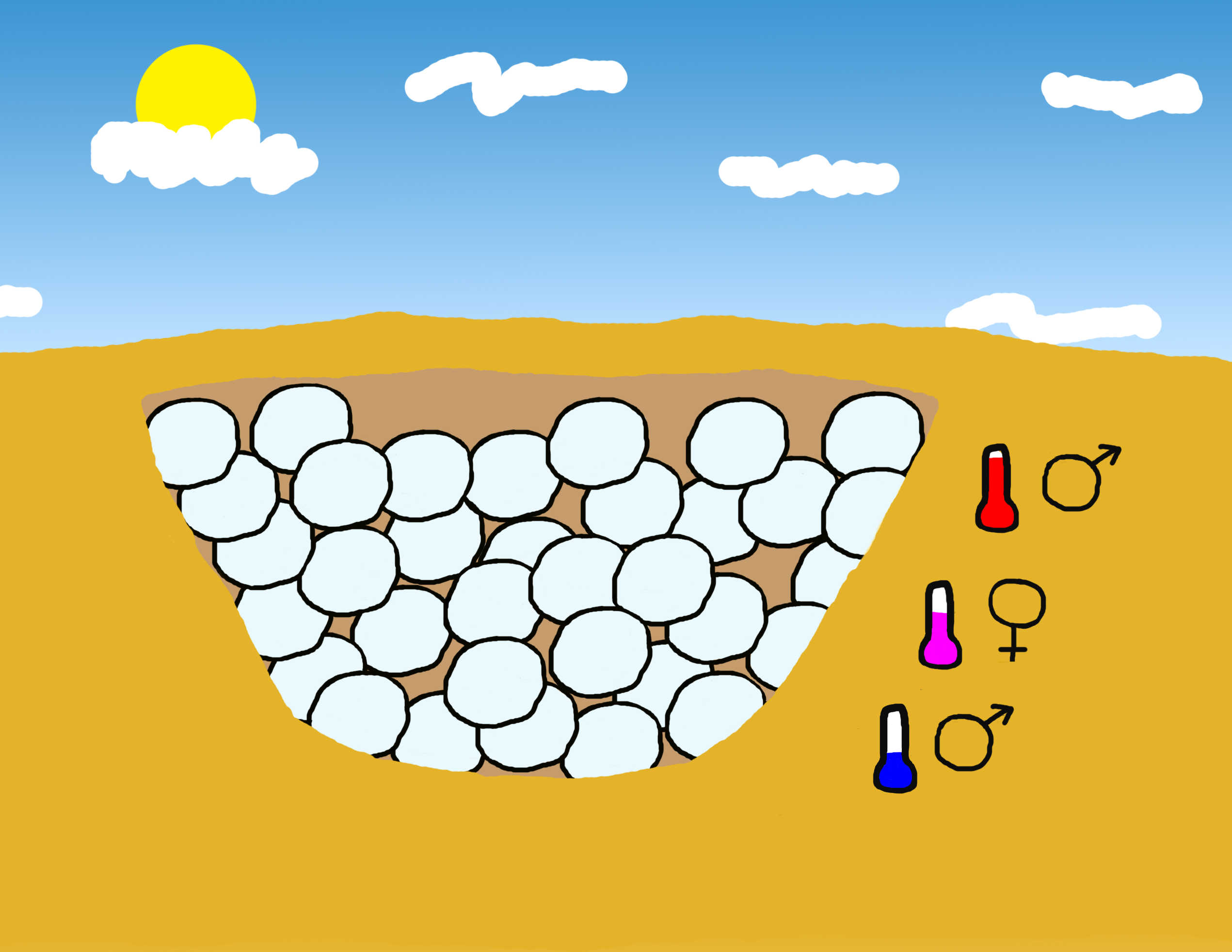
Schematische weergave van temperatuurafhankelijke geslachtsbepaling zoals voorkomt bij veel modderschildpadden (Kinosternon).

Temperatuurafhankelijke geslachtsbepaling (temperature (dependant) sex determination TSD, of environmental sex determination ESD) is een vorm van geslachtsbepaling waarbij het geslacht van het embryo niet wordt bepaald door geslachtschromosomen, maar door de omgevingstemperatuur van het zich ontwikkelende embryo. Temperatuurafhankelijke geslachtsbepaling komt voor bij veel reptielen zoals hagedissen, schildpadden, brughagedissen en slangen.
Bij veel hagedissen en zeeschildpadden worden bij hogere temperaturen vooral vrouwtjes geboren en bij lage temperaturen mannetjes. Bij sommige reptielen is het echter complexer, zoals bij de luipaardgekko (Eublepharis macularius). Bij deze hagedis worden zowel bij hoge (32 tot 40 °C) als lage temperaturen (20 tot 23 °C) alleen vrouwtjes geboren, maar in een tussenliggende temperatuur van 25 tot 30 °C ontwikkelen zich mannetjes. Als de temperaturen overlappen komen zowel mannetjes als vrouwtjes uit het ei.
Binnen een groep van reptielen kunnen zowel temperatuurafhankelijke als XY-geslachtsbepaling voorkomen, zoals bij de modder- en muskusschildpadden (Kinosternidae). Soorten uit de geslachten Claudius en Staurotypus maken gebruik van geslachtschromosomen, terwijl bij veel andere soorten de omgevingstemperatuur het geslacht bepaalt.